# Приекуле

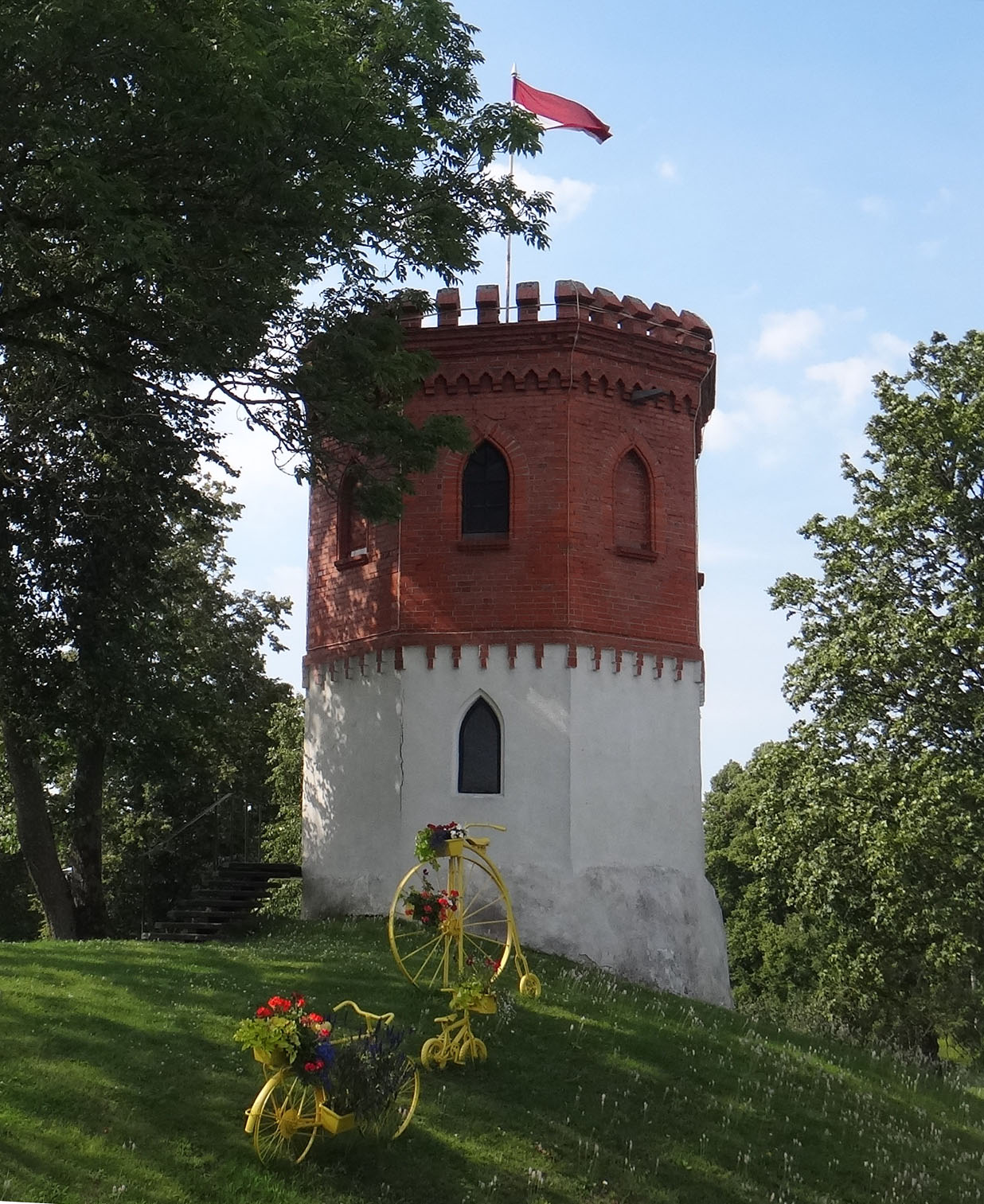
Пороховая башня

Прие́куле (латыш. Priekuleо файле) — город на юго-западе Латвии, в Южно-Курземском крае, бывший административный центр Приекульского края. В 2006 году население города составляло 2592 человека.
До 1 июля 2009 года город входил в состав Лиепайского района.

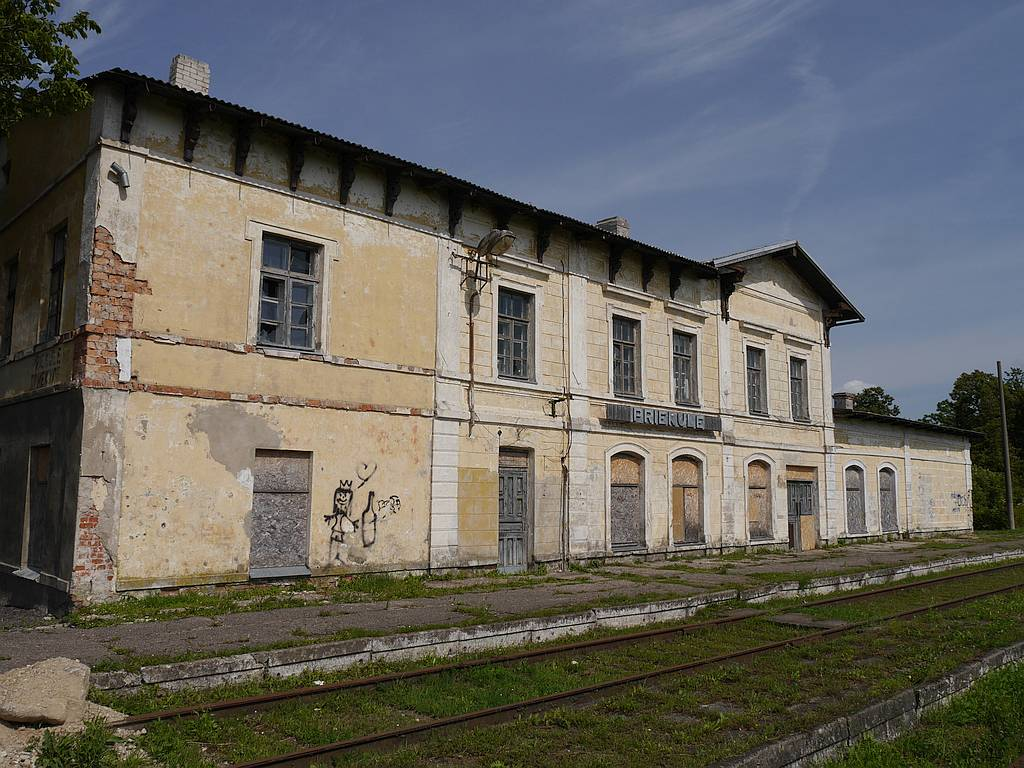
Бывший железнодорожный вокзал

## История
В исторических анналах Приекуле впервые упомянуто в 1483 году, когда здешние земли были отданы во владение барона Корфа. Дворец Корфов дожил до наших дней, и сейчас в нём расположена школа. Сохранились и построенные в 1699 году Шведские ворота, изображение которых используется на гербе города с того самого момента, как Приекуле получило права города. Шведские ворота Приекуле признаны национальным памятником архитектуры.
Основное развитие города пришлось на открытие в 1871 году железнодорожной ветки Лиепая — Вильнюс. Во время Второй мировой войны город стал ареной кровопролитных боёв, из 450 домов нетронутыми оказались не более 40. Сразу же после войны здесь расположился районный центр. В городе находится одно из крупнейших воинских захоронений на территории бывшего СССР, в нём похоронено около 23 тысяч воинов Красной армии.

## Приекуле спортивный
На протяжении многих лет город гордится своими спортивными достижениями. Жителям города доступно показать своё мастерство в 14 видах спорта: баскетбол, футбол, гандбол, уличный баскетбол, пляжный волейбол, настольный теннис, спортивная рыбалка, шахматы, лёгкая атлетика и других. Построена трасса для мотокросса.

## Транспорт

### Автодороги
К Приекуле подходит региональная автодорога P114 Приекуле — граница Литвы (Плудони). Среди местных автодорог значимы V1198 Илмая — Приекуле, V1206 Дурбе — Тадайки — Бунка — Приекуле, V1210 Приекуле — Паплака — Вирга и V1212 Приекуле — Вайнёде.

### Железнодорожный транспорт
В 1990-е годы, после вывода советских войск из Латвии, прекратилось использование железнодорожной ветки, проходящей через Приекуле. Железнодорожные пути около Вайнёде впоследствии были разобраны. Здание бывшего вокзала, по состоянию на 2015 год, не используется.

## Достопримечательности

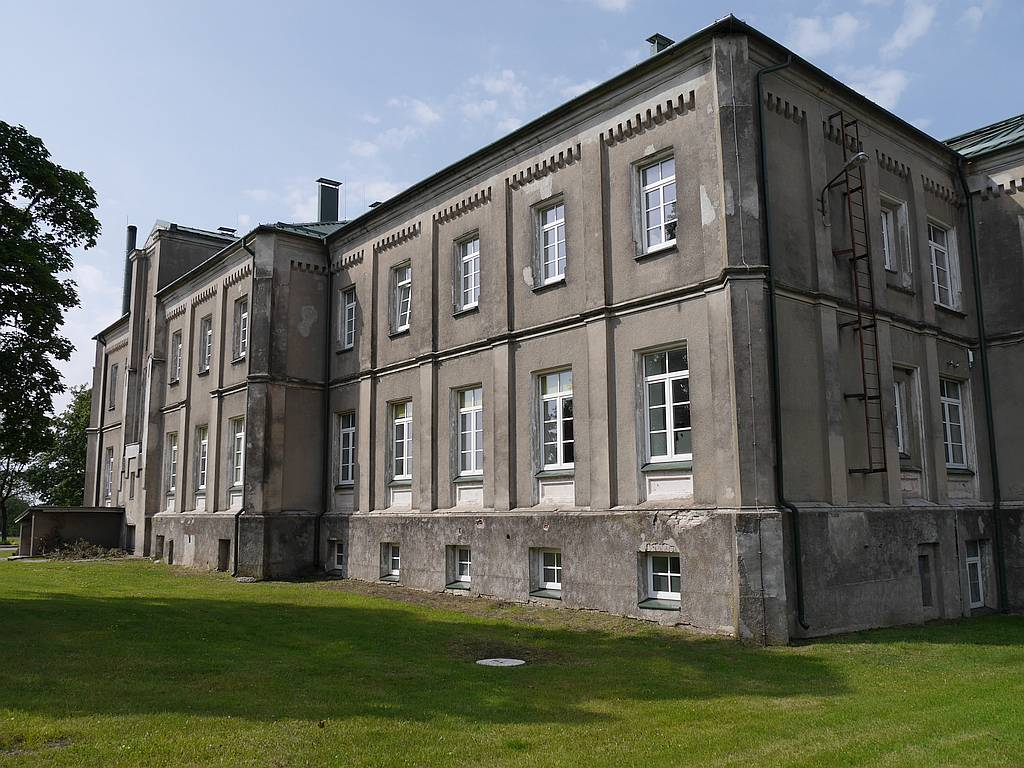
Бывший дворец барона, ныне школа

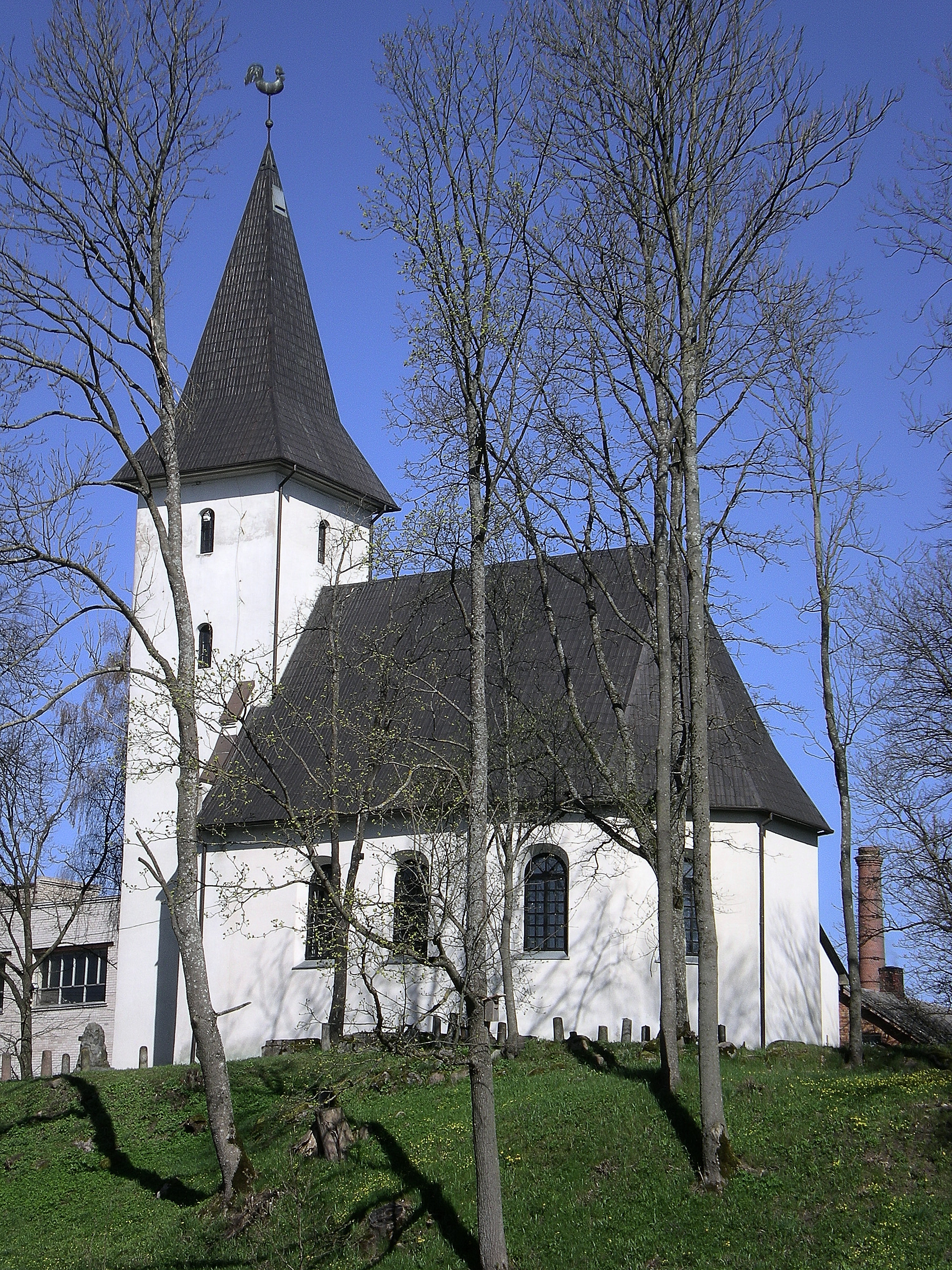
Приекульская церковь

Кроме «Шведских ворот», попавших на герб города и служивших въездными воротами на хозяйственный двор при дворце барона, в городе сохранился сам дворец, оригинальный парадный спуск к реке (по состоянию на 2015 год — требует реставрации), «Пороховая башня» и лютеранская церковь (восстановлена в 1998 году).

## Известные люди, связанные с Приекуле
- Янис Петерс (род. 30 июня 1939 года, Приекуле) — латышский поэт, публицист, советский политик и латвийский дипломат и общественный деятель.
- Эрикс Эшенвалдс (род. 26 января 1977 года, Приекуле) — латышский композитор.

В Приекуле или Приекульском крае родились и жили: работник культуры Евгений Мейя, доктор наук в области химии Валдис Кампарс, священник и писатель Карлис Кампе, гончар Эдите Звагуле, провёл детство драматург Элмарс Ансон.